# Levenssimulatiespel

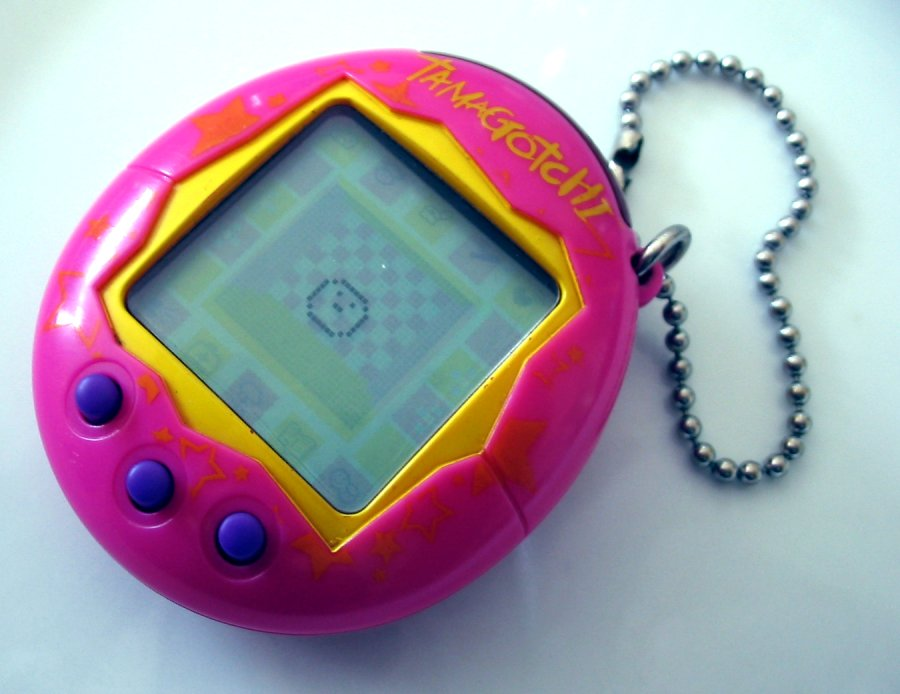
Een Tamagotchi, een voorbeeld van een levenssimulatiespel

Een levenssimulatiespel (ook wel bekend als god game) is een computerspel waarin de speler het beheer heeft over virtuele organismen. Het kan tevens gezien worden als een subgenre van het simulatiespel.

## Geschiedenis
Het genre vindt zijn oorsprong in het onderzoek naar kunstmatig leven, zoals Game of Life uit 1970. Een van de eerste computerspellen met kunstmatige organismen was Little Computer People uit 1985, een door Activision ontwikkeld spel voor de Commodore 64. In het spel konden spelers verzoeken versturen naar personages die in een virtueel huis woonden. In 1986 werd Bird Week voor Nintendo Entertainment System (NES) uitgebracht, waarin de speler als vogel zijn nageslacht moet voeden.
Rond 1995, toen het programmeren van kunstmatige intelligentie steeds beter verliep, kwamen spellen als Petz en Tamagotchi op de markt. In 2000 bracht Maxis het computerspel The Sims uit. Later bracht hetzelfde bedrijf Spore uit.